# Strängnäs (Gemeinde)
Koordinaten: 59° 23′ N, 17° 2′ O

Strängnäs ist eine Gemeinde (schwedisch kommun) in der schwedischen Provinz Södermanlands län und der historischen Provinz Södermanland. Der Hauptort der Gemeinde ist Strängnäs.

## Wirtschaft
Der schwedische Speiseeisproduzent Hemglass, die Arzneimittelhersteller AstraZeneca und Pfizer sowie die Zentrallager von Mekonomen och Svanströms sind neben der Gemeinde und der staatlichen Lotterieinspektion die größten Arbeitgeber. In Mariefred ist der Tourismus eine wichtige Einnahmequelle, da sich hier Schloss Gripsholm, das Haus der Grafik sowie eine Museumseisenbahn befinden.

## Sehenswürdigkeiten
- Gräberfeld von Åsa

## Größere Orte
- Åkers styckebruk
- Mariefred
- Stallarholmen
- Strängnäs

## Städtepartnerschaften
Partnerstädte der Gemeinde Strängnäs sind:
| - Ribe, Dänemark - Saku, Estland - Sauvo, Finnland - Salo, Finnland - Kandava, Lettland - Leikanger, Norwegen | - Olsztynek, Polen - Ratzeburg, Deutschland - Rheinsberg, Deutschland - Priosersk, Russland - Loiborsoit, Tansania |

## Persönlichkeiten
- Arvid Andersson (1881–1956), Tauzieher